# Sempervivum armenum
Sempervivum armenum és una espècie de planta amb flors de la família de les crassulàcies (Crassulaceae) del gènere Sempervivum.

## Descripció
Sempervivum armenum creix com una roseta força solta amb un diàmetre de 2 a 6 cm i només produeix uns quants estolons. Les fulles són nues, ovades-lanceolades a espatulades, són verdes i tenen una punta de color porpra fosc. Les fulles joves estan cobertes d'uns quants tricomes dispersos que són fortament ciliats com una pinta. El limbe foliar fa de 10 a 30 mm de llarg.
Les tiges florals fan una llargada de 6 a 8 cm. Té fulles glandulars i borroses. Tenen entre 12 a 14 flors d'un diàmetre d'1,5 a 2 cm. Els seus sèpals són punxeguts. Els pètals de color groc clar a verdós són lleugerament porpra a prop de la seva base. Els nectaris són grocs, l'estil és en part pelut i les escates de nèctar verticals són gairebé quadrades. Els fol·licles del fruit són completament pubescents.
L'època de floració és el juliol.
El nombre de cromosomes és de {\displaystyle 2n=34}.

## Distribució i hàbitat
Sempervivum armenum és natiu al nord i nord-est de Turquia fins a l'oest del Transcaucas. És una planta perenne suculenta i creix principalment al bioma temperat.

## Taxonomia
Sempervivum armenum va ser descrita per Pierre Edmond Boissier i Alfred Huet du Pavillon i publicat a Diagnoses Plantarum Orientalium novarum, ser. 2, 2: 60, a l'any 1856.
Etimologia
Sempervivum: nom compost per a dues paraules llatines Semper ("sempre") i vivus ("vivent"). Són Sempervivum a causa de ser plantes perennes que mantenen les fulles a l'hivern, i ser força resistents a condicions dificultoses de creixement.
armenum: epítet llatí geogràfic que fa referència a Armènia.
varietats
- Sempervivum armenum var. insigne Muirhead.[6]